# Karpar
Karpar (Cyprinus) är ett släkte inom karpfiskar. Till karpar räknas bland annat karp och gräskarp. De flesta arterna förekommer i Asien, ofta med starkt begränsad utbredning, till exempel en enda sjö.

## Arter
- Cyprinus acutidorsalis
- Cyprinus barbatus
- Karp (Cyprinus carpio)
- Cyprinus centralus
- Cyprinus chilia
- Cyprinus dai
- Cyprinus daliensis
- Cyprinus exophthalmus
- Cyprinus fuxianensis
- Cyprinus hyperdorsalis
- Cyprinus ilishaestomus
- Cyprinus intha
- Cyprinus longipectoralis
- Cyprinus longzhouensis
- Cyprinus mahuensis
- Cyprinus megalophthalmus
- Cyprinus micristius
- Cyprinus multitaeniata
- Cyprinus pellegrini
- Cyprinus rubrofuscus
- Cyprinus yilongensis
- Cyprinus yunnanensis

## Koikarp
Koikarpen är en vanlig dammfisk. Det är en av många domesticerade former av karp, Cyprinus carpio. Koikarpen finns i många olika färger, men är ofta vit och röd med fläckar längs ryggen. Den är i stort sett allätare men har en förkärlek till vegetabilier, och håller undan bra så att dammen inte växer igen av vattenväxter och alger. Den högsta officiella uppmätta längden på en vuxen koi är 120 centimeter.
Ibland ser man missvisande uppgifter om att koikarp skulle vara anfader till karpfisken guldfisk, Carassius auratus.